# Red krune kralja Zvonimira
Red krune kralja Zvonimira osnovan je 1941. godine "kao vidljiv znak odlikovanja za zasluge u miru ili ratu, stečene za hrvatski narod i Nezavisnu Državu Hrvatsku."
Red krune kralja Zvonimira imao je sljedeće stupnjeve:
- Velered s Danicom
- Red 1. stupnja sa zvijezdom
- Red 1. stupnja
- Red 2. stupnja
- Red 3. stupnja.

Nositelji Velereda s Danicom i Reda 1. stupnja sa zvijezdom imali su pravo na naslov "Vitez". Za zasluge u ratu dodjeljivali su se mačevi, a za zasluge "u neprijateljskoj vatri" hrastove grančice.

## Poznati nositelji

### Velered s Danicom
- Vladimir Laxa
- Ivan Perčević
- Adolf Sabljak
- Edmund Glaise von Horstenau
- Hermann Göring[1]

### Red 1. stupnja sa zvijezdom
- Vilko Begić
- Fedor Dragojlov
- Gjuro Grujić
- Carl Gustav Emil Mannerheim
- Artur Gustović
- Franjo Lukac
- Josip Metzger
- Tomislav Sertić
- Đuro Jakčin
- Slavko Štancer
- Kornél Oszlányi

## Poveznica
- Odlikovanja NDH